# Uldis Bērziņš

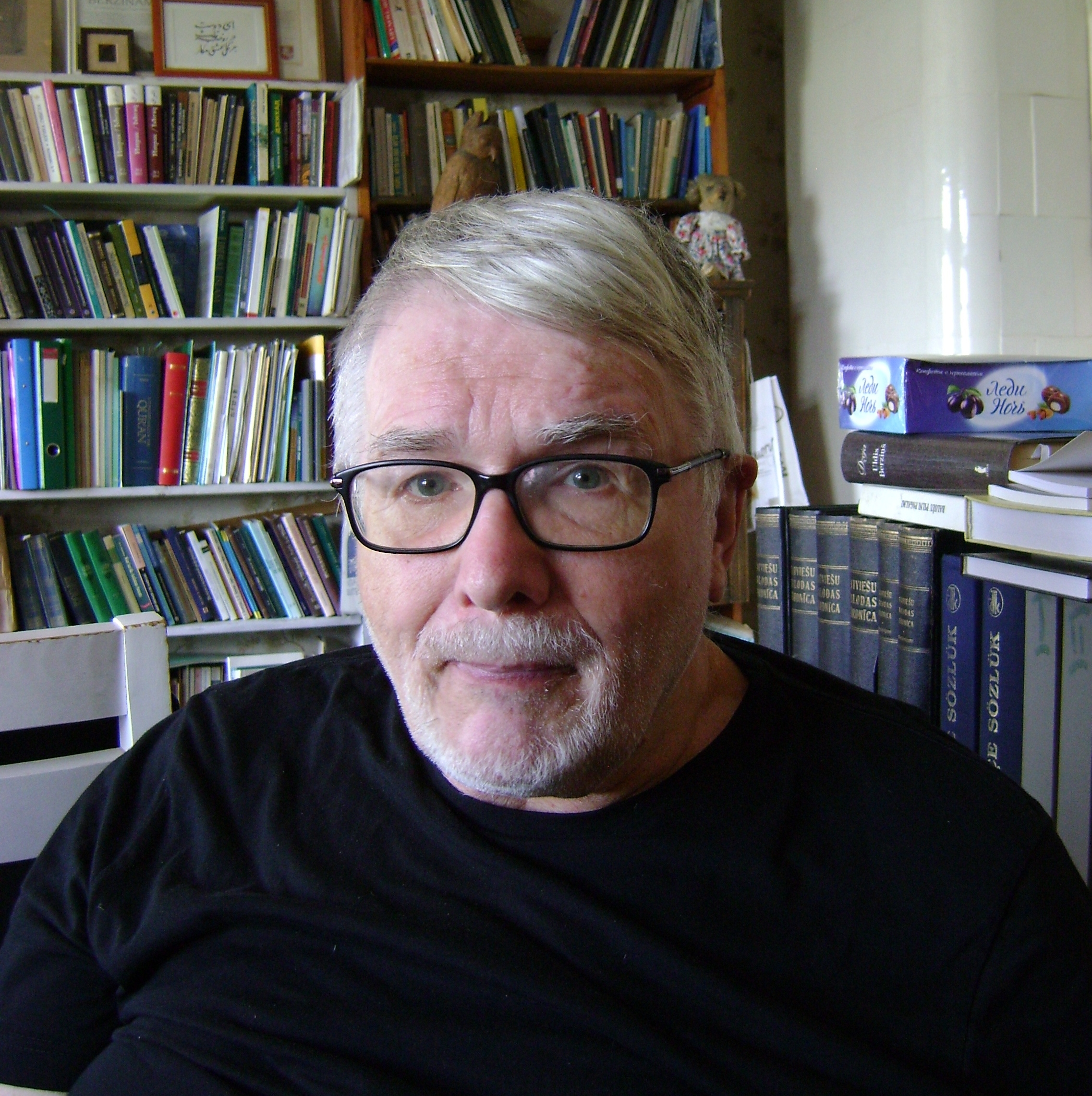
Uldis Bērziņš, 2017

Uldis Bērziņš (* 17. Mai 1944 in Riga; † 24. März 2021 ebenda) war ein lettischer Dichter, Übersetzer und Philologe.

## Leben
Uldis Bērziņš studierte lettische Philologie an der Universität Lettlands und veröffentlichte seine erste Sammlung von Gedichten im Jahr 1980. Danach studierte er die türkische Sprache am Lehrstuhl für Orientalistik der Leningrader Universität (von 1968 bis 1971) und am Institut der Länder Asiens und Afrikas der Staatlichen Universität Moskau (dort konzentrierte er sich auf das Persische und Türkische), an der Staatlichen Universität Taschkent  (Usbekisch), Universität Island (Isländisch), sowie unter anderem in der Tschechoslowakei und Schweden.
Bērziņš übersetzte aus dem Polnischen, Russischen, Altnordischen, Türkischen, Turkmenischen, Persischen, Althebräischen und Arabischen; außerdem kannte er Iwrit, die Tatarische und die Tschuwaschische Sprache.
Bērziņš beteiligte sich am Seminar für die Bibelübersetzungen an der Universität von Amsterdam und am Forum der Koranübersetzungen, das von der Universität Lund arrangiert wurde. Ab 2002 lehrte er die Türkische Sprache an der Universität Lettlands. Ab den 1990er Jahren galt er außerdem als aktiver Politiker der Lettischen Sozialdemokratischen Partei.

## Auszeichnungen
- Zinaida-Lazda-Preis (1994)
- Drei-Sterne-Orden (1995)
- Preis der Baltischen Versammlung (1995)
- Spidola-Preis (2000)

## Lyrik
- Piemineklis kazai [„Denkmal für die Ziege“]. Liesma, Riga 1980.
- Nenotikušie atentāti [„Ungeschehene Attentate“]. Liesma, Riga 1990.
- Nozagtie velosipēdi [„Gestohlene Fahrräder“]. Minerva, Riga 1999, ISBN 9984-637-03-4.
- Daugavmala [„Dünakai“]. Nordik, Riga 1999, ISBN 9984-675-07-6.
- Maijs debešos [„Mai in den Himmeln“]. Preses Nams, Riga 2002, ISBN 9984-00-456-2.
- Dzeja [„Gedichte“]. Atēna, Riga 2004, ISBN 9984-34-093-7.
- Saruna ar pastnieku [„Gespräche mit einem Postboten“]. Neputns, Riga 2009, ISBN 978-9984-807-42-3.
- Idilles [„Idyllen“]. Neputns, Riga 2018, ISBN 978-9934-565-50-2.